# Lussonium
Lussonium (en llatí Lussonium, en grec antic Λουσσόνιον) també anomenada Lossunium va ser una ciutat de la baixa Pannònia a la part occidental del Danubi.
Era l'estació d'un cos de cavallaria dàlmata, i formava part dels anomenats Limites romani, edificacions de defensa de les fronteres. És esmentada per Claudi Ptolemeu i apareix també a l'Itinerari d'Antoní i a la Taula de Peutinger, que l'anomena Lusione.